# Ruaha
Der Ruaha – auch Großer Ruaha genannt – ist ein Fluss im Süden Tansanias.

## Verlauf
Er entspringt in den Kipengere-Bergen und mündet nach über 900 Kilometern im Wildreservat Selous – 10 Kilometer nördlich von Masagura in den Rufiji.
Der Ruaha entwässert zusammen mit dem Kilombero-Fluss, einem Quellfluss des Ruiji, alle Gebiete des südlichen Hochlandes von Tansania östlich des Mount Rungwe. Er hat sein Quellgebiet im Mbeya-Range, den Poroto-Bergen, dem Kitulo-Plateau und den nördlichen Kipengere-Bergen. Der Ruaha sammelt das Wasser seines Einzugsgebietes zunächst in den sumpfigen, aber äußerst fruchtbaren Usangu-Ebenen nordöstlich von Mbeya, fließt südöstlich am Ruaha National Park entlang bis zu den Rubeho-Bergen, vor denen er sich nach Südosten wendet, die nördliche Begrenzung des Udzungwa Mountains National Parks bildet, dann das Selous-Tierschutzgebiet nördlich passiert und in den Rufiji mündet.

## Hydrometrie
Der Abfluss des Ruaha wurde am Pegel Mtera in m³/s gemessen.
- Diagrammdaten:
- Definition |
- Rohdaten |
- Hilfe

## Wasserwirtschaft
Die Elektrizitätswerke des Mtera-Reservoirs (80 MW) und des Kidatu-Dammes (240 MW) am Ruaha erzeugen die Hälfte der Elektrizität Tansanias. Das Wasser des Ruaha dient extensiv der Bewässerung von Reiskulturen und zwar so, dass er in seinem unteren Teilen fast ein Drittel des Jahres kein Wasser mehr führt. Im Juli 2011 steckten bereits eine Million Menschen am Unterlauf des Ruaha in einer Wasserkrise.